# Stenodyneriellus tricoloratus
Stenodyneriellus tricoloratus (лат.) — вид одиночных ос (Eumeninae).

## Распространение
Южная Азия: Индия (Tamil N, Poondi nr. Madras).

## Описание
Длина осы 7 мм. Окраска чёрная с желтыми пятнами и перевязями. По некоторым признакам напоминает одиночных ос вида Stenodyneriellus fistulsus Saussure. Взрослые самки охотятся на личинок насекомых для откладывания в них яиц и в которых в будущим появится личинка осы.